# Das verlassene Boot am Strand
Das verlassene Boot am Strand (englischer Originaltitel: Zia) ist ein Roman des US-amerikanischen Jugendbuchautors Scott O’Dell aus dem Jahr 1976. Bei diesem Titel handelt es sich um die Fortsetzung des Buches Insel der blauen Delphine.

## Handlung
Zia hat schon viel von ihrer Tante Karana gehört, eine Angehörige der Nicoleño, die vor langer Zeit auf der Insel der blauen Delphine zurückgelassen wurde. Ihr fester Wille ist es, sie zum Festland zurückzuholen, wo Zias Stamm in einer Franziskanermission lebt.
Um zur Insel zu gelangen, verwenden Zia und ihr Bruder Mando ein Beiboot das zu einem Walfangschiff gehört, das sie am Strand  gefunden haben und in einer Lagune versteckt und hergerichtet haben. Sie schaffen es jedoch nicht zur Insel, sondern werden zuvor von den Walfängern aufgegriffen; es gelingt ihnen allerdings, wieder zurück zum Festland zu fliehen. Kurze Zeit später schafft es ein amerikanischer Kapitän, Karana zu holen, die dann in die Mission zieht. Inzwischen hat der in der Mission lebende Stamm diese wieder verlassen, was von den Amerikanern als Aufstand gewertet wird. Zia wird, obwohl sie selbst nicht geflohen ist, als Mitverantwortliche verhaftet und eingesperrt, jedoch von einem Franziskanerpater wieder befreit. Es gelingt den Franziskanern zwar, den Konflikt zwischen den Indianern und Amerikanern zu schlichten, aber die Unzufriedenheit der zurückgekehrten Indianer wächst durch die Härte und Egozentrik der Missionsleiter weiter. Nachdem etwas Schlimmes mit Karana passiert ist, flieht Zia mit Rontu-Aru zurück in ihr ehemaliges Heimatdorf.

## Ausgaben
Die gebundene Erstausgabe erschien 1976 bei Houghton Mifflin, der 1978 eine broschierte Fassung bei Laurel Leaf folgte.
Der Roman wurde von Inge M. Artl ins Deutsche übersetzt und 1978 bei Benziger (Deutschland) sowie beim Obelisk-Verlag (Österreich) veröffentlicht. Eine Lizenzausgabe in Taschenbuchformat erscheint seit 1981 bei dtv Junior, von der es bis 1995 15 Auflagen gab.

## Auszeichnungen
Das Buch wurde von der American Library Association (ALA) in eine Auswahlliste (Notable Books) aufgenommen und von der Child Study Association als A Children's Book of the Year 1978 ausgezeichnet.
Die deutsche Übersetzung wurde mit dem Österreichischen Kinder- und Jugendbuchpreis ausgezeichnet. Darüber hinaus wurde sie von der Deutschen Akademie für Kinder- und Jugendliteratur, Volkach, zum Buch des Monats gewählt.